# José Maria da Fonseca
José Maria Amado da Fonseca est un homme politique santoméen, membre du Mouvement pour la libération de Sao Tomé-et-Principe – Parti social-démocrate. Il est secrétaire d'État à l'Infrastructure et à l'Environnement en 2014 puis maire du district d'Água Grande de 2018 à 2022.